# Valentino Di Cerbo
Valentino Di Cerbo (ur. 16 września 1943 w Frasso Telesino) – włoski duchowny katolicki, biskup Alife-Caiazzo w latach 2010–2019.

## Życiorys
Święcenia kapłańskie otrzymał 30 marca 1968 i został inkardynowany do diecezji rzymskiej. Po święceniach pracował w rzymskim seminarium, zaś w latach 1974-1980 był wikariuszem jednej z rzymskich parafii. W kolejnych latach był m.in. dyrektorem centrum duszpasterskiego i pracownikiem Biblioteki Watykańskiej. W 1994 rozpoczął pracę w Sekretariacie Stanu.
6 marca 2010 papież Benedykt XVI mianował go ordynariuszem diecezji Alife-Caiazzo. Sakry biskupiej udzielił mu 1 maja 2010 Sekretarz Stanu - kardynał Tarcisio Bertone.
30 kwietnia 2019 papież przyjął jego rezygnację z pełnionego urzędu, złożoną ze względu na wiek.